# Club Atlético Sporting
El Club Atlético Sporting, más conocido como El equipo de la Ciudad o simplemente Sporting, es un club de fútbol argentino de la ciudad de Punta Alta, Provincia de Buenos Aires, Argentina fundado el 25 de febrero de 1925.
Participa en la Liga del Sur, la liga regional de fútbol más antigua de Argentina, donde se consagró campeón en 12 oportunidades. Además, ostenta la condición de ser el único equipo que nunca descendió en dicha competición.
Su sede está en la calle Sáenz Peña 537, donde también se encuentra su estadio, el "Enrique Mendizabal", nombre dado en honor al principal impulsor de la creación del club. Tiene una capacidad de 12.000 espectadores, pudiendo aumentar su capacidad. 
Histórica y actualmente su clásico rival es el Club Rosario Puerto Belgrano, club también de la ciudad de Punta Alta con el cual disputa el «clásico puntaltense».

## Historia
En el año 1924, había un equipo conocido como "Barrio la Hilacha" o "9 de julio" y, en varias ocasiones, se trasladaba a las localidades cercanas para jugar partidos amistosos. Históricamente se reconoce a este conjunto como el primer cuadro representativo y fundador de lo que posteriormente sería el Club Sporting.
Pasaron los años, y el 20 de febrero de 1925 varios de los integrantes de aquel grupo de amigos, que jugaban para el “Barrio la Hilacha”, se reunieron en una casilla ubicada en la calle 9 de julio 330 que pertenecía a la familia Saralegui. Luego de debatir durante horas, decidieron crear los estatutos del nuevo club y llamar a una asamblea general a realizarse cinco días después.
Así fue que en la noche del 25 de febrero del mismo año se reunieron 14 entusiastas muchachos en la casa quinta de la familia Mendizábal ubicada en la calle 9 de julio, esquina Brown. Juntos resolvieron crear formalmente una nueva entidad deportiva.
En enero de 1927 la Asamblea societaria eligió como presidente a Godofredo Camagni, jefe de la estación del Ferrocarril del Sud. Esa asamblea tomaría decisiones importantísimas.
Se aceptó la moción del presidente, rosarino e hincha de Newell’s Old Boys, de cambiar los colores de la camiseta por los del club del equipo anterior.
Y luego, se decidió cambiar el nombre de la institución por Sporting Ferrocarril Sud, a fin de darle mayor dinamismo y conseguir un terreno donde jugar. Apadrinados por la empresa británica, en el año 1927 se logró un espacio ubicado en cercanías de la estación, muy próximo a la Base Naval de Puerto Belgrano, sobre Avenida Colón, entre Rosales y Urquiza. La Asamblea del año siguiente nombró como Presidente honorario de la entidad al Ingeniero Alberto Flores, entonces administrador del Ferrocarril del Sud.
Luego en el treinta, se mudó la cancha a un predio cercano que pertenecía a la Base Naval, entre las vías de los Ferrocarriles Sud y Rosario a Puerto Belgrano, a la altura de las calles Mitre y Luiggi. Pero al poco tiempo, en 1932, luego del ascenso de Sporting a la primera división, debió abandonar dichos terrenos de la base, y es a partir de aquí en donde se comienza a gestar la construcción del estadio actual.
Participó en el Torneo Federal Regional Amateur 2022, siendo eliminado en Primera Fase

## Infraestructura

### Estadio Enrique Mendizabal

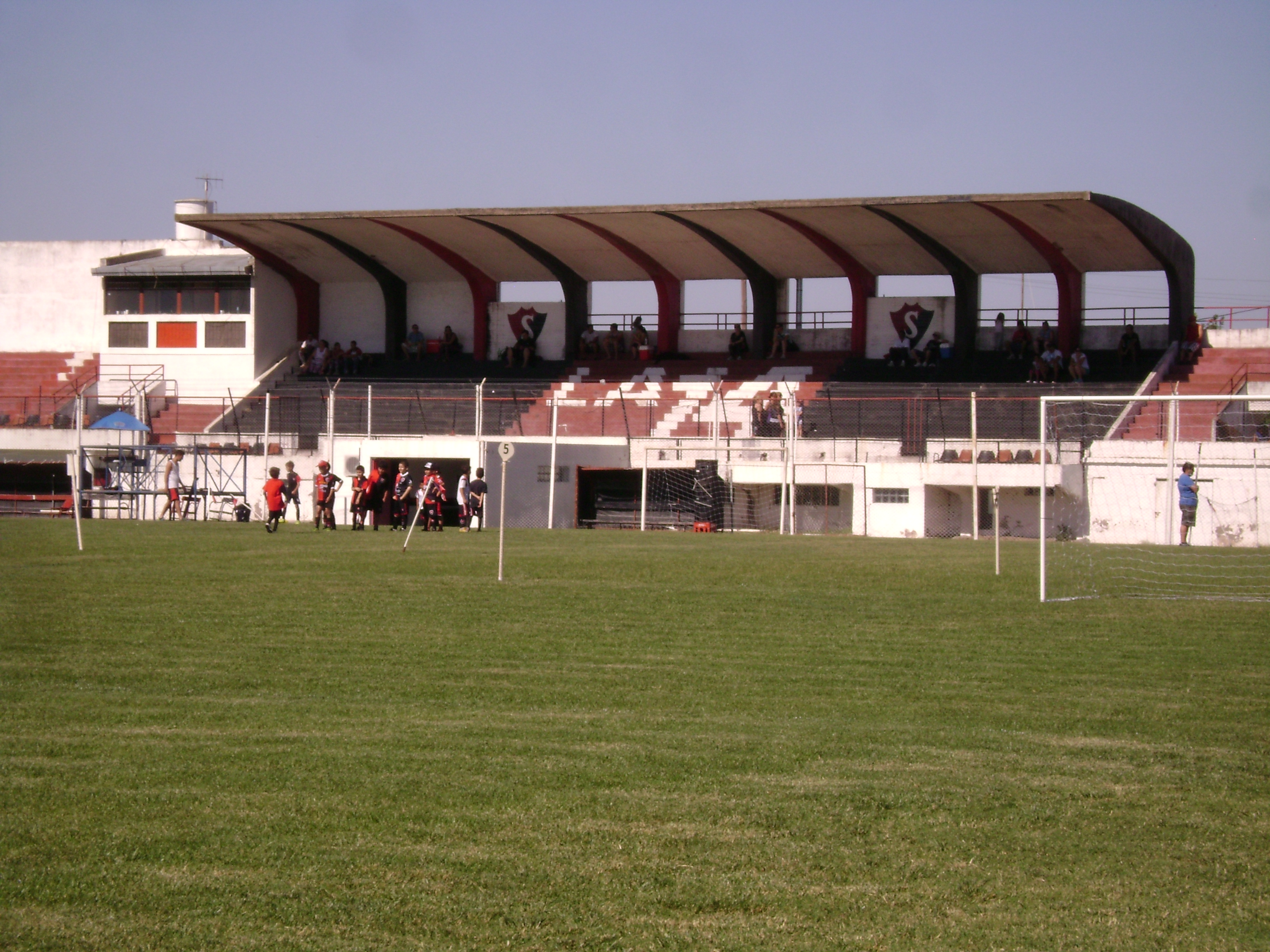
"La visera", tribuna popular.

En 1932, Pío Rossi ofreció una manzana en las calles Mitre y Sáenz Peña a un precio sumamente accesible, por lo que el club pudo pagarlo cómodamente.
Los socios fundadores del club trabajaron codo a codo con los simpatizantes rojinegros para construir el nuevo estadio del Club Atlético Sporting.
A partir de ese punto, la Asamblea de 1934 dio el apoyo a la Comisión Directiva para que se prosiguieran con los trabajos en la cancha. En 1936 se comenzó la construcción de la famosa tribuna local: La Vicera.
Paralelamente a estas obras se cambió la orientación del campo de juego, el cual quedó como se lo conoce en la actualidad
En 1938 fue elegido presidente el doctor Carlos Gustavo Gericke, y bajo su gestión, el día 9 de julio, se realizó la inauguración oficial de la nueva cancha.
En 1991 la Liga del Sur (Bahía Blanca) puso reglas claras y obligó a todos los equipos afiliados a tener césped en su terrenos de juego.
La inauguración oficial del terreno de juego con el verde césped, se produjo en 1992 pero días antes, previo a la victoria del rojinegro 1 a 0 sobre la tercera división de Boca Juniors, hubo un acto muy emotivo. 
En agradecimiento, Alfredo Sánchez decidió bautizar el estadio de Sporting como “Enrique Mendizábal”. Fue el homenaje en vida más importante que ha logrado brindar el club en su historia.

### Sede del club

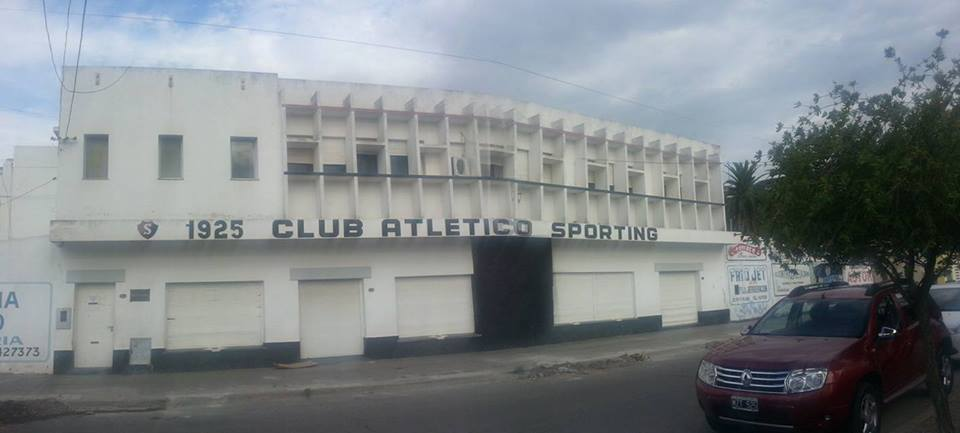
Sede del Club Atlético Sporting

La actual sede del Club Sporting, se encuentra ubicada en calle Sáenz Peña 537 y fue construida en la década del 70, y durante los años siguientes sufrió distintas reformas, como por ejemplo la construcción de las cabinas de transmisión para periodistas o el quincho lindante. 
A principio de la década del 70 se comenzó la construcción de la secretaría y del salón de reuniones que en la actualidad utiliza la Comisión Directiva para sus sesiones semanales. También se terminó la oficina de la presidencia y los baños. Poco tiempo después, ante el requerimiento de la prensa, se construyeron las cabinas de transmisión.

### Predio Matarazzo
Desde el año 2013, el club cuenta con el Predio Matarazzo, ubicado en Bdo. de Irigoyen y Pasaje Matarazzo.
En este lugar, entrenan día a día los chicos del Fútbol Juvenil, Menor e Infantil. El predio cuenta con un sistema de control de acceso con tarjetas individuales para cada jugador y con sistema de riego por aspersión.

### Cancha auxiliar
La Cancha Auxiliar del Club Atlético Sporting está ubicada en Bdo. de Irigoyen y Sáenz Peña. 
Allí se juegan los partidos de las categorías Juveniles, Menores e Infantiles de la Liga del Sur.
Cuenta con sistema de riego por aspersión programado. En este lugar, también se guardan los colectivos con los que viajan las delegaciones de las distintas disciplinas del club.

## Comisión directiva actual
Conformación de la actual Comisión Directiva (periodo 2023/2025):
| Comisión directiva |
| |
| \| - Presidente: Julio Moreno - Vice-Presidente: Néstor Martínez - Secretario: Gonzalo Oliva - Pro-Secretaria: María Moya - Tesorera: Laura Menicucci - Pro-Tesorero: Mauricio Rocca - Vocales titulares: Damián Samana, Daniel Vázquez, Julio Jeva, Maximiliano Valle, Héctor Marin, Roberto Irrazabal - Vocales suplentes: Florencia Goñi, Gustavo Molinari, Andrea Hoyos, Maximiliano Lell, Ian Marín, Juan Cattafi - Revisores de cuentas titulares:: José Torres, Maximiliano Otero, Iñaki Rodríguez - Revisores de cuenta suplentes: Hugo Norry, Leopoldo Sánchez \| |
| |
| - Presidente: Julio Moreno - Vice-Presidente: Néstor Martínez - Secretario: Gonzalo Oliva - Pro-Secretaria: María Moya - Tesorera: Laura Menicucci - Pro-Tesorero: Mauricio Rocca - Vocales titulares: Damián Samana, Daniel Vázquez, Julio Jeva, Maximiliano Valle, Héctor Marin, Roberto Irrazabal - Vocales suplentes: Florencia Goñi, Gustavo Molinari, Andrea Hoyos, Maximiliano Lell, Ian Marín, Juan Cattafi - Revisores de cuentas titulares:: José Torres, Maximiliano Otero, Iñaki Rodríguez - Revisores de cuenta suplentes: Hugo Norry, Leopoldo Sánchez       |

## Hinchada

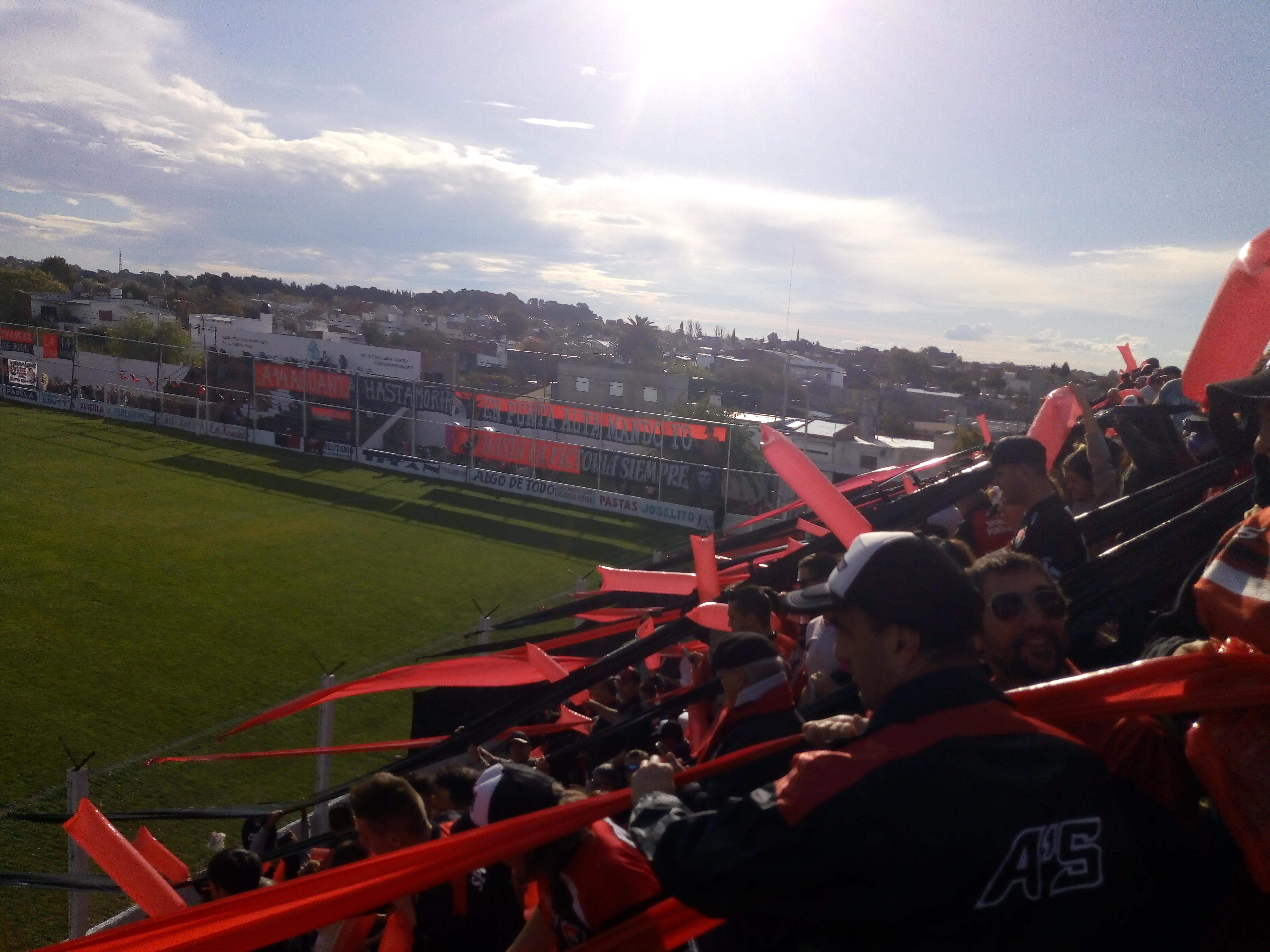
Hinchas de Sporting, en la tribuna visitante.

La hinchada de Sporting se concentra en la ciudad de Punta Alta y en todo el Partido de Coronel Rosales, pero también presenta hinchas a lo largo de todo el país, como en la provincia de Tierra del Fuego, en la provincia de Río Negro, entre otras.
La hincha de Sporting se hace llamar La 14. 
El clásico de Sporting es el Club Rosario Puerto Belgrano, conocido como El clásico de la ciudad o el Clásico de Punta Alta, por ser ambos equipos de la misma ciudad.

## Palmarés
Torneos regionales
- Liga del Sur (Bahía Blanca) (12): 1934, 1935, 1936, 1945, 1963, 1964, 1974, 1990, 1999, 2002, 2018(A), 2019(A).[10]

### Acenso a la primera división del torneo regional
En el año 1932, y tras cuatro años de jugar oficialmente en la liga regional, Sporting era un club competitivo en el torneo. Entre los jugadores que componían el primer plantel se encuentran Marcelo Chaillou, Luis Ticozzi, Juan Melgarejo, Enrique Mendizábal, Arturo Peters, Esteban Cardillo, Santiago Filippini, Natalio Salomoni, Félix Álvarez, Libre González, Facundo Hernando, Luis Miskulin, Silvio Pierantonelli, Ernesto Saralegui, Saucedo y Pedro Saudino. El torneo era muy difícil y sólo había un ascenso en juego.
Los resultados hicieron que el campeonato terminara empatado entre el club Libertad y Sporting, y por lo tanto se debía jugar una final para determinar quien se quedaría con el ascenso a la primera división del fútbol de la Liga del Sur.
Y fue así como un 21 de noviembre de 1932, Sporting venció 4 a 0 a Libertad, con goles de Libre González —en tres ocasiones— y Juan Melgarejo.

### Campeonatos de primera división
- 1934

Tras el ascenso en 1932, en 1934 Sporting obtenía su primer título de la Liga del Sur, en un campeonato que compitió con los clubes Sansinena y Huracán, pero que finalmente logró ganar. Entre los jugadores que el primer torneo se destacan Libre González, Felix Álvarez, Carlos Morilla, Luis Ticozzi, Ángel Argüello, Juan Melgarejo, Silvio Pierantonelli, Pedro Saudino, Luis Serenelli.
- 1935

En 1935, se logró mantener la misma base de jugadores de los últimos años, a pesar de las numerosas ofertas que tuvieron de los clubes ‘grandes' que militaban en la Asociación Bahiense de Fútbol. Sporting obtuvo en ese año lo que se llamó la "triple corona" al ganar el campeonato de la Liga del Sur, la Copa Competencia y la Copa Estímulo. Entre los jugadores destacados se encuentran Serenelli, Felix Álvarez, Libre González, Silvio Pierantonelli y Ernesto Saralegui.
- 1936

Durante 1936, la Liga del Sur disputó la Copa Campeonato y la Copa Competencia en tres categorías: Primera, Segunda y Cuarta división. 
Cinco de esos seis torneos fueron ganados en gran forma por Sporting, relegando solo el título de campeón en cuarta división el cual quedó en manos de Huracán
de Ingeniero White. Este fue otro gran año para la institución, en el cual se cerró un periodo con destacadas actuaciones deportivas y un gran crecimiento social.
Sporting obtenía así el tricampeonato 34/35/36, con destacadas actuaciones de Luis ‘tenacita' Ticozzi, Angel Argüello y ‘cherrito' Rodríguez, Julio Morfes, Felix Álvarez y Libre González, entre otros.
- 1945

En 1945 la Liga del Sur sufrió la segunda y última escisión de su historia, y Sporting participó junto con los equipos más grandes de la Liga Sureña.
El equipo que presentó Sporting durante 1945 fue muy distinto al tricampeón del 34-35-36. Habían pasado nueve años por lo que tan solo dos jugadores se mantuvieron en el plantel, Felix Álvarez y el Cherrito Rodríguez.  Además, se destacaban en el arco Américo Montes de Oca y Antonio Núñez, Martín Romero, Fernando Acuña, Antonio Pérez, Julio Malerba, Segundo López, Antonio Fuster , José Bonacci, y el goleador Santiago Miguez, quien jugó su último año en Sporting y se despidió con 10 goles en 14 partidos. 
Es así como en el año de los 20 aniversario, con este logro Sporting se transformó en un club importante en la  liga por cantidad de socios, infraestructura y prestigio deportivo.
- 1963

En los años 1961 y 1962, Sporting había logrado conformar planteles funcionales, pero que no habían logrado consagrarse campeones. 
En 1963, el equipo fue inferior técnicamente al de dichos años, pero logró alzarse con el quinto título de su historia. 
Se enfrentó a finales con Olimpo en cancha de Villa Mitre, con jugadores como, Cicchini, el petiso García, Perrichón, Pocho Nieto, Miguel Ángel López, la paloma Schmid, Miguel Ángel More, Oscar Ardiles, Rubén Zampa, Alfredo ´Facha´ Sánchez, Raúl Carracedo, Enrique Curelovich , Rubén Arrieta, Héctor Garcilazo entre otros.
- 1964

En 1964 hubo muy pocas modificaciones de aquel equipo que le dio al club el título de campeón de 1963. 
Quizás en esta decisión de mantener la misma base, estuvo el secreto del éxito. En el arco siguió Ricardo Schmid, en la línea de fondo se mantuvo Miguel Ángel More como back derecho y sobre el sector izquierdo ingresó Carlos Robañera. En la mitad de la cancha permanecieron Robledo y Facha Sánchez, mientras que Rubén Vega en reemplazo del entrerriano Héctor Gracilazo.Y los de arriba salían prácticamente de memoria: Nieto, Perrichón, Cicchini y García, el ´nuevo´ en la delantera era Palacios, que se ganó su lugar en reemplazo de Rubén Arrieta.
- 1974

1974 fue un año muy duro para Sporting. Desde el comienzo se conocían las limitaciones que tenía la institución, no solo en la parte deportiva sino también en la económica. 
Los jugadores de ese año se caracterizaban por la juventud. En el arco estaba Isgro, en la defensa, el ´tati´ Ayala fue el lateral derecho, la pareja de centrales estuvo formada por Carlos González y Juan Carlos Ackerman, mientras que por izquierda jugó Miguel Ángel Rodríguez. En el mediocampo, Julio Micciarelli más la cuota de experiencia que, con 36 años de edad, aportaban Rubén Felipe Nieto y Salvador Pedro Cicchini. Y arriba estaba Pescetti, y al cual a veces en delantera lo acompañaron alternativamente José Mosqueira, Jacob, Fiorucci, Carlos Micciarelli, Zalazar y Marquez.
- 1990

En el año del mundial, Sporting se consagró campeón después de una larga espera con un equipo conformado en el arco por el titular, Néstor Bonifazzi; en la defensa terminaron jugando Raúl Morante como lateral derecho, Luis Luna y Daniel Faur como centrales, y Miguel Ángel García sobre el lateral izquierdo, pero también disputaron varios partidos otros defensores, como Martín Lagoa, Sergio Ripoll, Pablo Torres y Fabián Escudero. Por el sector derecho del mediocampo jugó Alejandro Pereyra, el volante central fue Alejandro Posado y por izquierda alternaron Gabriel Fernández y Juan Carlos Arrieta. El enganche de ese equipo fue Marcelo Fernández. El ´Kate´ tenía un nivel brillante y sin dudas fue el jugador más valioso que tuvo Sporting en los comienzos de la década del 90; y en la delantera la mayor parte de los partidos, los disputaron Claudio Garcés y Gabriel Wentland. El título del 90 fue un campeonato que se vivió con mucha euforia y algarabía, ya que habían pasado 16 años de espera para que el equipo salca campeón.
- 1999

Después de quedar eliminados del Argentino B en diciembre de 1998, al año siguiente se decidió confiar el equipo a un hombre de la casa como era Rubén Felipe Nieto. 
El ‘Pocho' había conseguido tres campeonatos como jugador (1963, 1964 y 1974), pero para esta temporada hubo varios refuerzos y algunos regresos importantes. 
En el arco ePablo Molgatini, quien luego fue reemplazado por Fabricio Amaya. En defensa Walter Márquez, Martín Stagliano, Fabián Escudero, Adrián Pérez y Gabriel González se repartieron la titularidad la mayoría de los partidos. En la mitad del campo jugaron Miguel Faiazzo, Pablo Sánchez Olivera, Ariel Campos y como enganche Marcelo Paolucci. En la delantera se reencontraron Federico Nieto y Guillermo Álvarez.
El 10 de octubre de ese año, tras nueve años de espera, Sporting logró salir campeón y logró una victoria frente a Rosario por 3-1.
- 2002

En este año, la final fue con su rival, el Club Rosario Puerto Belgrano. Lo venció 2 a 1, con un plantel formado casi exclusivamente por jugadores del club.
Así, se pudo conseguir el triunfo más destacado en la historia del club. No solo por el rival, sino porque durante toda la campaña, incluidas las tres finales, se jugó en cancha ajena. Esa tarde Federico Nieto, Gabriel González, Alberto Mosqueira y Walter Marquez se dieron el lujo de repetir 28 años después la misma vuelta olímpica en cancha de Rosario que sus padres dieron en 1974.
- 2018

Tras imponerse 2 a 1 a Tiro Federal en la final del campeonato, Sporting se consagró campeón del Torneo Apertura "Héctor Baley" que organizó la Liga del Sur (Bahía Blanca). Los goles fueron convertidos por Marcelo Castellano (en el primer tiempo) y Mauro Sabatini (a minutos del final del cotejo). De esta forma el rojinegro logró terminar con una racha de 16 años sin conseguir campeonatos.
- 2019

Tras ganar la fase regular, tres fechas antes de su finalización, Sporting se enfrentó a Club Villa Mitre en el playoff. Esa serie quedó para el tricolar tras vencer 3-0 (local en San Francisco) y 0-2 en Punta Alta. 
El domingo 21 de julio de 2019 se jugó el partido definitorio en cancha de Tiro Federal de Bahia Blanca. Fue triunfo rojinegro 1-0 a Villa Mitre con lo cual el rojinegro logró coronarse Campeón del Torneo Apertura "Salvador Pedro Cicchini" de la Liga del Sur. El gol lo hizo Miguel Sanhueza a los 18 minutos del segundo tiempo.